# Vers la voûte étoilée (Charles Koechlin)

Vers la voûte étoilée op. 129, est un nocturne pour orchestre de Charles Koechlin. Composé entre les années 1923 et 1933, Koechlin le révisa en 1939. Il est dédié à la mémoire de Camille Flammarion. Ce n'est qu'un demi-siècle plus tard, en 1989, que l'œuvre fut créée en Allemagne, à Berlin. Sa durée moyenne d'exécution est d'environ 12 à 13 minutes.

## Commentaire sur l'œuvre
Koechlin souhaitait dans sa jeunesse s'orienter vers l'astronomie. Bien qu'il ait abandonné cette idée à sa sortie de l'École Polytechnique, au profit d'une carrière dans la musique, il garda toute sa vie une passion pour le ciel (qu'il observait régulièrement avec son propre télescope) comme en témoignent plusieurs de ses compositions (Le Docteur Fabricius op. 202, La Lampe du ciel op. 12 pour chœur, d'après un poème de Leconte de Lisle).

## Orchestration
| Instrumentation de Vers la voûte étoilée |
| Bois |
| 4 flûtes (toutes aussi petites flûtes), 3 hautbois (le 2e aussi hautbois d'amour, le 3e aussi cor anglais), 2 clarinettes en la, clarinette basse en si , 2 bassons, contrebasson |
| Cuivres |
| 4 cors en fa, 4 trompettes en ut, 3 trombones, tuba |
| Percussions |
| Timbales, cymbales, grosse caisse, gong |
| Claviers / cordes pincées |
| Piano, 2 harpes |
| Cordes |
| Premiers violons, seconds violons, altos, violoncelles, contrebasses |

## Enregistrement
- Radio-Sinfonieorchester Stuttgart, direction : Heinz Holliger, éd. Hänssler Classic, 2003-2004
- hr-Sinfonieorchester - Frankfurt Radio Symphony, direction : Ariane Matiakh,(Youtube), 2021.

## Sources
Livret de présentation de l'enregistrement ci-dessus référencé